# Serhii Pohoréltsev
Serhii Pohoréltsev (Kiev, 17 de septiembre de 1964) es un diplomático ucraniano de carrera, actualmente Embajador Extraordinario y Plenipotenciario de Ucrania en el Reino de España y, por concurrencia, en el Principado de Andorra, así como Representante Permanente de Ucrania ante la Organización Mundial de Turismo. 

## Biografía
Es licenciado por la Universidad Nacional Tarás Shevchenko de Kiev con la doble especialidad traductor de español e inglés, así como profesor de ELE. Inició su carrera profesional en 1988 como traductor de la Representación del Ministerio de Defensa de la URSS en Cuba.
Desde 1992, es miembro de la carrera diplomática ucraniana. Tras haberse desempeñado en la Embajada de Ucrania en Argentina, fue cónsul general de Ucrania en Nueva York durante dos períodos (2001-2006) y (2009-2012).
Entre diversos cargos en el Ministerio de Asuntos Exteriores de Ucrania, en dos ocasiones ocupó el de Director del Servicio Consular (2008-2009) y (2016-2020).
Ha sido Embajador de Ucrania en España, concurrente ante Andorra, y como Representante Permanente de Ucrania ante la OIT, en dos ocasiones (2012-2016) y (desde 2020) En esta segunda ocasión presentó sus cartas credenciales al rey de España (22 de octubre de 2020) y al copríncipe de Andorra (5 de noviembre de 2021).
El 24 de febrero de 2022, el día en que Vladímir Putin comenzó la invasión rusa de Ucrania (2022), Pohoréltsev se encontraba visitando a su familia en la población ucraniana de Sumy, uno de los lugares más duramente castigados por los bombardeos rusos. A lo largo de la contienda, ha solicitado el apoyo del Gobierno Español para que abra las puertas de la Unión Europea a Ucrania.

## Condecoraciones
- Orden de Danylo Hálytsky ( Ucrania, 2019).